# Pocrovca-Nouă, Ismail
Pocrovca-Nouă (în rusă Новая Покровка, transliterat: Novaia Pokrovka, în ucraineană Нова Покровка, transliterat: Nova Pokrovka) este un sat în comuna Șichirlichitai din raionul Ismail, regiunea Odesa, Ucraina. Are 879 locuitori, preponderent români (moldoveni).
Satul este situat la o altitudine de 15 metri, în partea estică a raionului Ismail. El se află la o distanță de 55 km nord-est de centrul raional Ismail și la 4 km sud de gara de cale ferată Fântâna-Zânelor.  Teritoriul acestei localități este traversat de râul Enica, care se varsă în Lacul Catalpug, în dreptul localității Hasan-Aspaga.

## Istoric
Prin Tratatul de pace de la București, semnat pe 16/28 mai 1812, între Imperiul Rus și Imperiul Otoman, la încheierea războiului ruso-turc din 1806 – 1812, Rusia a ocupat teritoriul de est al Moldovei dintre Prut și Nistru, pe care l-a alăturat Ținutului Hotin și Basarabiei/Bugeacului luate de la turci, denumind ansamblul Basarabia (în 1813) și transformându-l într-o gubernie împărțită în zece ținuturi (Hotin, Soroca, Bălți, Orhei, Lăpușna, Tighina, Cahul, Bolgrad, Chilia și Cetatea Albă, capitala guberniei fiind stabilită la Chișinău).
Pentru a-și consolida stăpânirea asupra Basarabiei, autoritățile țariste au sprijinit începând de la începutul războiului stabilirea în sudul Basarabiei a familiilor de imigranți bulgari și găgăuzi din sudul Dunării, precum și a rascolnicilor, aceștia primind terenuri de la ocupanții ruși ai Basarabiei. Satul Pocrovca-Nouă a fost fondat în 1812 de către cazacii dunăreni. În 1830, s-au stabilit aici câteva familii de coloniști bulgari.
În urma Tratatului de la Paris din 1856, care încheia Războiul Crimeii (1853-1856), Rusia a retrocedat Moldovei o fâșie de pământ din sud-vestul Basarabiei (cunoscută sub denumirea de Cahul, Bolgrad și Ismail). În urma acestei pierderi teritoriale, Rusia nu a mai avut acces la gurile Dunării. În urma Unirii Moldovei cu Țara Românească din 1859, acest teritoriu a intrat în componența noului stat România (numit până în 1866 "Principatele Unite ale Valahiei și Moldovei").
În urma Tratatului de pace de la Berlin din 1878, România a fost constrânsă să cedeze Rusiei sudul Basarabiei. În perioada de până la primul război mondial, s-au intensificat nemulțumirile țăranilor săraci cauzate de lipsa pământului.
După Unirea Basarabiei cu România la 27 martie 1918, satul Pocrovca-Nouă a făcut parte din componența României, în Plasa Fântâna Zânelor a județului Ismail. Pe atunci, majoritatea populației era formată din români, existând și o comunitate de ruși. La recensământul din 1930, s-a constatat că din cei 985 locuitori din sat, 921 erau români (93.50%), 37 ruși (3.76%), 13 bulgari (1.32%), 13 găgăuzi (1.32%), 3 polonezi și 1 german.
În perioada interbelică, satul s-a aflat în aria de interes a activiștilor bolșevici din URSS, aici existând un comitet revoluționar clandestin în legătură cu cel din orașul Chilia Nouă. Mai mulți săteni au participat la Răscoala de la Tatarbunar din 1924, organizată de bolșevicii din URSS. În urma înăbușirii revoltei, 16 localnici au fost arestați. La 2 februarie 1930, țăranii din localitate au participat la demonstrația de la Ismail în care au cerut ca guvernul să le dea pământ. În 1933, s-a descoperit organizația comunistă din sat și s-au efectuat arestări.
Ca urmare a Pactului Ribbentrop-Molotov (1939), Basarabia, Bucovina de Nord și Ținutul Herța au fost anexate de către URSS la 28 iunie 1940. După ce Basarabia a fost ocupată de sovietici, Stalin a dezmembrat-o în trei părți. Astfel, la 2 august 1940, a fost înființată RSS Moldovenească, iar părțile de sud (județele românești Cetatea Albă și Ismail) și de nord (județul Hotin) ale Basarabiei, precum și nordul Bucovinei și Ținutul Herța au fost alipite RSS Ucrainene. La 7 august 1940, a fost creată regiunea Ismail, formată din teritoriile aflate în sudul Basarabiei și care au fost alipite RSS Ucrainene .
În perioada 1941-1944, toate teritoriile anexate anterior de URSS au reintrat în componența României. Apoi, cele trei teritorii au fost reocupate de către URSS în anul 1944 și integrate în componența RSS Ucrainene, conform organizării teritoriale făcute de Stalin după anexarea din 1940, când Basarabia a fost ruptă în trei părți. Un număr de 90 localnici au luptat în cel de-al doilea război mondial, 36 dintre ei murind pe front. În anul 1954, Regiunea Ismail a fost desființată, iar localitățile componente au fost incluse în Regiunea Odesa.
Începând din anul 1991, satul Pocrovca-Nouă face parte din raionul Ismail al regiunii Odesa din cadrul Ucrainei independente. În prezent, satul are 879 locuitori, preponderent români.

## Economie
Locuitorii satului Pocrovca-Nouă se ocupă în principal cu viticultura și zootehnia. Ferma din sat se ocupă cu producția de carne de vită și de carne de oaie.

## Cultura
Școala din sat este o școală mixtă cu predare în limbile română și ucraineană .

## Demografie
Componența lingvistică a comunei Pocrovca-Nouă
     Română (76,56%)
     Rusă (19%)
     Bulgară (3,41%)
     Alte limbi (0,23%)
Conform recensământului din 2001, majoritatea populației comunei Pocrovca-Nouă era vorbitoare de română (76,56%), existând în minoritate și vorbitori de rusă (19%) și bulgară (3,41%).
1930: 985 (recensământ) 
1940: 1.283 (estimare)
2001: 879 (recensământ)

## Personalități
- Mihail Peiu (1914-1987) - entomolog român, profesor universitar la Iași

## Obiective turistice
- Monumentul eroilor sovietici din Marele Război pentru Apărarea Patriei